# 张氏爬鳅
张氏爬鳅（学名：Balitora tchangi）为爬鰍科爬鳅属的鱼类，是中国的特有物种。分布于澜沧江水系等。该物种的模式产地在景洪。
此鱼由鱼类学家郑慈英发现，以其导师张春霖命名。

## 扩展阅读
維基物種上的相關：张氏爬鳅